# 声なきものの唄〜瀬戸内の女郎小屋〜
『声なきものの唄〜瀬戸内の女郎小屋〜』（こえなきもののうた〜せとうちのじょろうごや〜）は、安武わたるによる日本の漫画作品。
『まんがグリム童話』『ストーリーな女たち』（ぶんか社）にて、2016年3月号より連載中。

## 概要
2022年3月、ぶんか社によるYouTubeチャンネル「禁断書店」が開設。漫画にセリフが当てられた動画が公開となり、本作も動画化された。

## 登場人物
※声の項はYouTubeの動画の声優。

### 主要人物
安藤チヌ（あんどうちぬ）
声 - 乙葉悠花
本作の主人公。明治後期のH県、とある島で父と姉・サヨリと暮らしていたが、時化の日に漁に出た父は行方不明に。借金を背負った姉妹は二人共別々の遊郭へ売られることになった。
顔にそばかすがあり、引っ込み思案なところがある少女。

## 書誌情報
- 安武わたる『声なきものの唄〜瀬戸内の女郎小屋〜』ぶんか社〈ぶんか社コミックス〉、既刊22巻（2023年6月30日現在）
  1. 2017年8月17日発売[2]、ISBN 978-4821134960

## ボイスドラマ
2022年5月、ぶんか社が運営するYouTubeチャンネル「禁断書店」にてボイスドラマ化された。4話まで公開中（2023年6月30日現在）。